# Оленич-Гнененко, Кирилл Акимович
Кирилл Акимович (Иоакимович) Оленич-Гнененко (?—1853) — генерал-майор, командир Сибирского линейного казачьего войска, Херсонский гражданский губернатор.

## Биография
Начал службу в 1801 г. чиновником Полтавского губернского правления; в 1812 г. поступил на военную службу и был зачислен корнетом во 2-й Полтавский казачий полк народного ополчения, в составе которого и принимал участие в Отечественной войне 1812 года и последующих Заграничных походах и бывал во многих крупных сражениях.
В 1817 г., уже в чине поручика, Оленич-Гнененко был переведён в Нежинский конно-егерский полк, а через два года, в чине штабс-капитана, был старшим адъютантом 4-го резервного кавалерийского корпуса; в 1833 г. в чине полковника был переведён в Новороссийский драгунский полк и назначен военным начальником крепости Силистрии.
В 1836 г. Оленич-Гнененко был произведён в генерал-майоры и получил в командование Сибирское линейное казачье войско.
В сентябре 1837 г. Оленич-Гнененко, по Высочайшему повелению, был переименован в действительные статские советники и причислен к Министерству государственных имуществ, а в 1842 г. назначен управляющим Астраханской палатой государственных имуществ и главным попечителем калмыцкого народа. 30 декабря 1846 года, после издания указа Николая I О заселении дорог на калмыцких землях в Астраханской губернии, был назначен руководителем Комиссии по заселению Калмыцкой степи.
В 1847 г. Оленич-Гнененко вновь был переименован в генерал-майоры и в июле следующего года назначен на должность Херсонского гражданского губернатора, которую занимал до выхода в отставку, то есть до 1851 г. 26 ноября 1849 года Оленич-Гнененко за беспорочную выслугу 25 лет в офицерских чинах был награждён орденом св. Георгия 4-й степени (№ 8160 по кавалерскому списку Григоровича — Степанова).
В 1853 г. Оленич-Гнененко умер.